# Delphinium cheilanthum
Delphinium cheilanthum är en ranunkelväxtart som beskrevs av Fisch. och Dc.. Delphinium cheilanthum ingår i släktet storriddarsporrar, och familjen ranunkelväxter. Utöver nominatformen finns också underarten D. c. pubescens.